# Гулидова, Валентина Николаевна
Валентина Николаевна Гулидова (род. 30.12.1939) — слесарь механо-сборочных работ Минского автомобильного завода Министерства автомобильной промышленности СССР, полный кавалер ордена Трудовой Славы (1991).

## Биография
Родилась в 1940 году село Дербетовка, Апанасенковский район, Ставропольский край.
Трудовую деятельность начала рано. С 1965 года, и более 40 лет до выхода на пенсию, работала на Минском автомобильном заводе слесарем механосборочных работ на участке подсборки автомобильных кабин главного сборочного конвейера.
Успешно выполняла задания пятилеток, зарекомендовав себя как передовик производства. На протяжении многих лет добивалась стабильно высоких показателей в работе, показывая образец высокопроизводительного труда. Освоила все сборочные (более 10) операции. При отличном качестве сборки выполняла план на 115—120 %.
За высокие трудовые показатели и активное участие в общественной жизни коллектива неоднократно выходила победителем в социалистическом соревновании по цеху и корпусу.
Вела наставническую работу с молодыми рабочими, делясь своим производственным опытом. Профессии слесаря обучила 12 человек. 
Член КПСС. Активист общественно-партийной жизни завода. Избиралась парторгом участка, членом цехового комитета профсоюза.
Работала на заводе до выхода на заслуженный отдых в конце 2000-х годов. Проживает в городе Минск.

## Награды
Полный кавалер ордена Трудовой Славы:
- 3 ст. 18.03.1976 № 187407 — за успехи, достигнутые во Всесоюзном социалистическом соревновании в выполнении заданий девятой пятилетки и принятых обязательств.
- 2 ст. 31.03.1981 № 17382 — за успехи, достигнутые в выполнении заданий десятой пятилетки и социалистических обязательств.
- 1 ст. 10.06.1986 № 339 — а успехи, достигнутые в выполнении заданий одиннадцатой пятилетки и принятых социалистических обязательств.

Также награждена медалями.
Отмечена нагрудными знаками «Ударник коммунистического труда» (1961), «Отличник качества МАЗ» (1978).